# Евдокија Палеологина
Евдокија Палеологина (грчки: Ευδοκία Παλαιολογίνα; око 1265—18. септембар 1302) је била трапезунтска царица, супруга Јована II.

## Биографија
Евдокија је била ћерка византијског цара Михаила VIII Палеолога. Година рођења није позната. Евдокија је носила надимак "порфирогенита" што значи да је рођена не само после очевог доласка на престо, већ и после повратка византијске власти у Цариград где се налазила порфирна палата по којој су новорођенчад владајућих царева добијала наведени епитет. Пред крај очеве владавине, највероватније 1281. године, удала се за трапезунтског цара Јована. Родила му је два сина: Алексија II (који је као цар владао Трапезунтом од 1297. до 1330) и Михаила. После смрти свога мужа, Евдокија се још годину дана задржала у Трапезунту. У Цариград се запутила 13. јуна 1298. године. Њен брат Андроник II преговарао је са српским краљем Милутином (1282-1321) око његове женидбе са Евдокијом. Евдокија је тада имала око 36-7 година, док је Милутин имао око 44. Међутим, Евдокија је одбила да се по други пут удаје. Вратила се у Трапезунт. Милутин се оженио Андрониковом ћерком Симонидом. Евдокија је умрла у Трапезунту 1302. године.
У међувремену, цар Алексије II је одлучио да се ожени са Џиаџак Јакели, грузијском принцезом. Његов ујак цар Андроник II Палеолог, кога је цар Јован II изабрао за старатеља свог наследника, малолетног сина цара Алексија II, желео је да се овај брак поништи; планирао је да се цар Алексије II ожени ћерком високог судског званичника Нићифора Хумна. Царица Евдокија је искористила ову ситуацију како би добила дозволу од брата цара Андроника II, да се врати у Трапезунт и наговори свог сина да раскине брак, 1301. године; по доласку, уместо тога саветовала је свом сину да задржи своју жену Грузијку. Царица Евдокија је умрла следеће године, а Вилијам Милер претпоставља да је сахрањена у цркви Светог Григорија Ниског.
Ентони Брајер је сугерисао да је царица Евдокија, можда постала монахиња под монашким именом Еуфимија, поменута је у осликаном натпису који је забележио Фалмераиер из манастира Панагија Теоскепастос, можда је монахиња Еуфимија била царица Евдокија Палаологина. За ову Евдокију није на задовољавајући начин доказано да је члан куће Великих Комнина, а Брајер нуди низ замерки на било какву идентификацију. Он примећује да постоји „снажна независна локална традиција из деветнаестог века“ да је царица Евдокија пре своје смрти основала цркву Светог Григорија Ниског. На крају, Брајер напомиње да „не би било изненађујуће да је желела да стави не само дистанцу, већ и монашки вео између себе и немилосрдних и алармантних брачних планова свог брата (који су укључивали монголске и турске савезе за друге женске чланове његове породице) пре него што је умрла 1302.“

## Породично стабло
|  |                            |  |  |  |  |  |  |  |  |  |  |  |  |  |  |  |
|  | 2. Михајло VIII Палеолог   |  |  |  |  |  |  |  |  |  |  |  |  |  |  |  |
|  |                            |  |  |  |  |  |  |  |  |  |  |  |  |  |  |  |
|  |                            |  |  |  |  |  |  |  |  |  |  |  |  |  |  |  |
|  | 1. Евдокија Палеологина    |  |  |  |  |  |  |  |  |  |  |  |  |  |  |  |
|  |                            |  |  |  |  |  |  |  |  |  |  |  |  |  |  |  |
|  |                            |  |  |  |  |  |  |  |  |  |  |  |  |  |  |  |
|  | 3. Теодора Дукина Ватацина |  |  |  |  |  |  |  |  |  |  |  |  |  |  |  |
|  |                            |  |  |  |  |  |  |  |  |  |  |  |  |  |  |  |
|  |                            |  |  |  |  |  |  |  |  |  |  |  |  |  |  |  |